# Lola Iturbe
Lola (Dolores) Iturbe Arizcuren (Barcelona, 1 de agosto de 1902 - Gijón, 5 de enero de 1990) fue una destacada activista anarquista española durante la Segunda República y maqui de la Resistencia a la ocupación nazi de Francia. Sirvienta, pantalonera desde niña y autodidacta, miembro de la Confederación Nacional del Trabajo (CNT), fue una de la fundadoras del movimiento anarco-feminista Mujeres Libres y del Comité de Milicias Antifascistas durante Guerra Civil, escribiendo en Tierra y Libertad las crónicas de guerra en el frente de Aragón. Al acabar el conflicto se exilió en Francia con su compañero,  Juan Manuel Molina, Juanel. Juntos formaron parte de la Resistencia francesa.

## Biografía
Hija de madre soltera, su abuelo renegó de su madre, Micaela Iturbe, que tuvo que abandonar su pueblo natal, Monreal (Navarra) y se instaló en Barcelona, donde dio a luz a Lola. Las vicisitudes económicas hicieron que confiara su hija recién nacida a un matrimonio valenciano, con dos niños y una niña, que pronto se trasladó a Cerdá (Valencia).
Tras siete años, cuando Micaela Iturbe volvió a buscar a Lola a Cerdà, esta descubrió que tenía otra madre que se la llevó a Barcelona. Se instalaron en la casa de Roque Ponsetí Cardona y su hija, que precisaba de cuidados constantes, por sus problemas de asma, y donde también trabajó de cocinera. Su adaptación a esta nueva vida no fue fácil ya que pasó de la libertad que disfrutaba en el pequeño pueblo a las restricciones de la vida  en la ciudad. Lola y su madre abrieron una pequeña pensión en la calle Rossic tras la quiebra del negocio de los Posentí.
Se inició en el oficio de costurera con nueve años, primero como aprendiza y después como criada y pantalonera, que fue su oficio definitivo.
Esta pensión era frecuentada por gente de la clase obrera, hombres de ideas, compañeros expuestos a todas las ideas propias de la agitación social tan propia del contexto social del momento; esa pensión supuso para Lola una especie de escuela libertaria. Allí fue donde Lola se fue abriendo a las ideas, tomando contacto con la realidad social de su tiempo. 
A los catorce o quince años se afilió a la CNT y comenzó a realizar tareas de ayuda, auxilio a presos siendo además enlace. En el Grupo Germen conoció a Faustino Vidal, padre de su hija Aurora, nacida en 1923. Tras morir Vidal de tuberculosis, se unió a  Juan Manuel Molina Herrero, Juanel, con quien tuvo otro hijo, Helenio. Huyeron primero a Francia y después a Bruselas por la Dictadura de Primo de Rivera. Regresaron a Barcelona ala caída de esta, pero en 1932 Juanel fue detenido y encarcelado durante todo un año.
Fue articulista del semanario Tierra y Libertad con los pseudónimos Kyralina y Libertad. También participó como oradora en un mitin organizado por Tierra y Libertad en nombre de la Federación Anarquista Ibérica (FAI) junto a Francisco Ascaso y Buenaventura Durruti, entre otros.
Durante la guerra civil fue redactora en los frentes de lucha para Tierra y Libertad, Tiempos nuevos y Mujeres Libres, siendo también militante de la organización Mujeres Libres.
En el exilio escribió La Mujer en la lucha social y en la Guerra Civil de España donde hace relación primero de personalidades relevantes de la historia y después de las mujeres obreras y libertarias más destacadas del siglo XX.
En 1938, acompañó a Emma Goldman en sus desplazamientos al frente y a las colectividades  anarquistas. Al acabar la guerra huyen a Francia donde continúa con su militancia anarquista. En 1979 volvieron a Barcelona, pero al morir su esposo se trasladó a Gijón con su hija donde murió el 5 de enero de 1990.

## Obra
- La Mujer en la lucha social y en la Guerra Civil de España; Editores Mexicanos Unidos, México, 1974